# Megastigma skinneri
Megastigma skinneri är en vinruteväxtart som beskrevs av Joseph Dalton Hooker. Megastigma skinneri ingår i släktet Megastigma och familjen vinruteväxter. Inga underarter finns listade i Catalogue of Life.